# Nenad Mirosavljević
Nenad Mirosavljević (Požega, 4. rujna 1977.) bivši je srbijanski nogometaš.
Za reprezentaciju SR Jugoslavije je odigrao 2 utakmice.